# Ruth Smith
Ruth Smith eller Ruth Smith Nielsen (5. april 1913- 26. maj 1958) var en færøsk malerinde. Hun er født og opvokset i Vágur på Færøernes sydligste ø Suðuroy.
Ruth Smith regnes som en af de betydeligste kolorister i nordisk billedkunst. På trods af hendes korte levetid – hun døde ved en tragisk drukneulykke i 1958, 45 år gammel – opnåede hun at sætte sit præg på kunsthistorien
Hendes forældre er fisker og farvehandler Johan Smith (1882-1922) og Elin Caroline Djurhuus (1881-1960). Faderen var sømand, men sygdom tvang ham i land, hvor han oprettede en mindre handelsvirksomhed i Vágur. Faderen døde da hun var ni år, og og hun måtte som de andre søskende tage forefaldende arbejde for at hjælpe til derhjemme.
I 1930 rejste hun til Danmark og arbejdede den første tid som tjenestepige, senere fik hun arbejde på vaskeriet i Diakonissestiftelsen i København. I sin fritid tegnede hun og malede, og dette fortsatte hun med i sin fritid. En af patienterne på Diakonissestiftelsen så hendes skitser og satte hende i forbindelse med kunstneren Bizzie Høyer. 
Fra 1933-34 var hun elev på Bizzie Høyers tegneskole. 1936 til 1944 var hun  på Kunstakademiets Malerskole, hvor hun var elev hos professor Aksel Jørgensen.
I 1945 giftede Ruth Smith sig med arkitekten Poul Morell Nielsen og de fik to børn, Leif i 1947 og Louis i 1952. De boede i København og i Lemvig ved Limfjorden.
I denne periode malede hun hovedsagelig bymotiver fra København og landskabsbilleder fra den jyske vestkyst. En overgang, i 1947-48 malede Ruth glas på Holmegaards Glasværk.
I 1949 flyttede familien til Færøerne og slog sig ned i Vágur, hvor hun malede og tegnede folk og nærmiljøet i Vágur og omegn.
I 1957 flyttede familien ind i deres selvbyggerhus med atelier i den lille bygd Nes mellem Vágur og Porkeri. Hele vinteren 1957-58 arbejdede hun hektisk med maleriet.
De mange skitser hun efterlod sig, vidner om en opslidende kamp med motivet for at udtrykke præcis det, som kunstneren ser. Denne oprigtighed over for motivet var central i den undervisning som Aksel Jørgensen forestod. Hun er af kunstkendere blevet kaldt Færøernes betydeligste kolorist, selvom hendes kunstneriske afsæt ligger i realismen, i ønsket om at skildre tingene, som de ser ud. Det var hende umuligt at male fantasibilleder, at finde på motiver. Impressionistiske træk ses i flere af hendes landskabsbilleder i den følsomt søgende registrering af lysets virkninger, og enkelte steder anes en vis inspiration fra Cézanne i en facetagtig opbygning af billedfladen.
Hun var meget selvkritisk, overmalede eller kasserede ofte sine billeder. Hele sit liv, levede hun sky og tilbagetrukket, udstillede sjældent sine billeder; derfor var  hun relativt ukendt, mens hun levede.
I de seneste år af sit liv var Ruth Smith bange for at blive blind. Frygten for at miste synet kan sandsynligvis tilskrives en tiltagende depression. Hun druknede på en ensom svømmetur i fjorden Vágsfjørður i maj 1958.
Digt om Ruth Smith af William Heinesen
Altid vil vi i brændingen se
dit stærke fortabte ansigt
Altid vil vi i mørket høre
dit stridige hjerte banke.
Altid skal syvstjernens rolige funklen
fortælle os om den fred du fandt.
Hendes eftermæle i færøsk kunsthistorie beretter om en fremragende kunstner og kolorist som aldrig kom frem til målstregen, men som på vejen lå langt foran de fleste.

## Udstillinger
- 1956 deltager hun på Kunstergruppens "SE" årlige udstilling
- 1959 Kunstforeningen på Færøerne arrangerer en mindeudstilling i Tórshavn
- 1961 er hun med syv malerier og flere tegninger repræsenteret på en udstilling af færøsk kunst på Island
- 1963 Poul Morell opretter "Malerinden Ruth Smith Nielsens mindelegat"
- 1971 er hun repræsenteret på en udstilling af færøsk kunst The Scottish Arts Council i Edinburgh
- 1976 er hun på Dansk-Færøsk Kulturfonds 25 års jubilæumsudstilling i København repræsenteret med 11 malerier
- 1994 En stor del af Ruth Smiths værker er kommer til Færøerne og kan ses på Listasavn Føroya, på Ruth Smith savnið i Vágur og i Føroya banki, Tórshavn
- 2007 Retropektiv udstilling på Listasavn Føroya og på museet for religiøs Kunst i Lemvig

## Ekstern henvisninger/kilder
- Ruth Smith i Dansk Kvindebiografisk Leksikon på Lex.dk, tidl. Kvinfo.dk
- Faroe Stamps Arkiveret 27. september 2007 hos  Wayback Machine
- Ruth Smith Kunstmuseum i Vágur Arkiveret 15. juli 2011 hos  Wayback Machine Ruth Smith Savnið
- Fotos
- Listasavn Føroya, Tórshavn